# استفان بوربیکونی
استفان بوربیکونی (انگلیسی: Stéphane Borbiconi؛ زادهٔ ۲۲ مارس ۱۹۷۹) بازیکن فوتبال اهل فرانسه است.
از باشگاه‌هایی که در آن بازی کرده‌است می‌توان به باشگاه فوتبال متس، باشگاه فوتبال باکو، و باشگاه فوتبال مانیسااسپور اشاره کرد.